# Hehler Feld

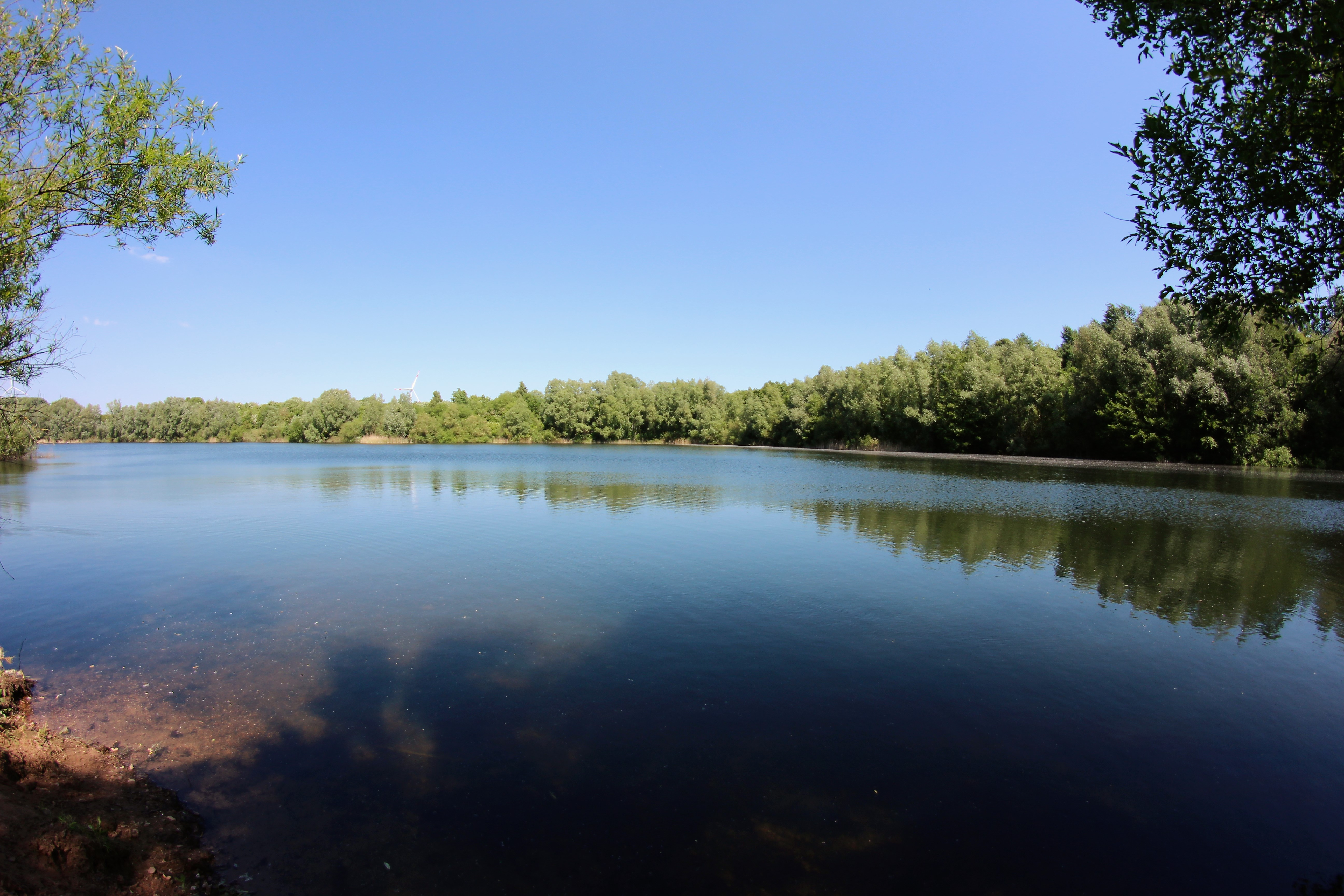
Östlicher Teil des Sees im Naturschutzgebiet Hehler Feld

Das Hehler Feld ist ein Naturschutzgebiet in der Stadt Porta Westfalica. Es ist rund 46 Hektar groß und wird unter der Bezeichnung MI-026 geführt. 
Das Gebiet liegt westlich des Ortsteiles Eisbergen und unweit der Weser.
Die Unterschutzstellung soll der Erhaltung wertvoller Feuchtbiotope dienen. Dabei soll das Abgrabungsgewässer mit seinen Feucht- und Nasswiesen, Großseggenrieden, Bruchwaldresten und sonstigen Gehölzbeständen ein Rückzugsort für seltene Tier- und Pflanzenarten werden. Von besonderer Bedeutung ist das Gebiet für Wasservögel.